# Lakeville (Connecticut)
Lakeville is een plaats in de gemeente Litchfield in de staat Connecticut van de Verenigde Staten.